# کارمن ویلانی
کارمن ویلانی (ایتالیایی: Carmen Villani؛ زادهٔ ۲۱ مهٔ ۱۹۴۴) خواننده و بازیگر اهل ایتالیا است که بین سال‌های ۱۹۵۹ تا ۲۰۰۴ میلادی فعالیت می‌کرد.
ویلانی صدایی شاخص و حس موسیقایی بسیار خوبی داشت. او یک خوانندهٔ همه‌فن‌حریف بود که مولفه‌هایی از موسیقی گاسپل و بلوز در اجراهایش مشهود بود. او یکی از بهترین هنرمندان موسیقی بیت اولیه در ایتالیا می‌دانند. او همچنین با برخی از بهترین آهنگسازان موسیقی فیلم در ایتالیا همکاری کرد. شهرت ویلانی به سرزمین مادری‌اش محدود شد، جایی که او به صدر برخی جداول موسیقی رسید و چندین اجرایش در سراسر کشور توسط شبکهٔ رای پخش شد. او در اوایل دهه ۱۹۷۰، پس از ناکامی در کسب رتبه اول جداول موسیقی، به بازیگری در تعدادی فیلم کمدی سکسی سبک ایتالیایی روی آورد.
او همچنین مدل مجلات پلی‌بوی و پلی‌من هم بود. کارمن ویلانی در دهه ۱۹۸۰ چند بار تلاش کرد تا به دنیای موسیقی بازگردد، اما در این کار موفقیتی کسب نکرد. وی در دهه ۱۹۹۰ در نمایش موزیکال روما بریوبا بازی کرد و در سال ۲۰۰۴ در آلبوم تعطیلات آخر هفته در فان‌کافه از گروه موسیقی ریدیلو به عنوان خواننده مهمان، آواز خواند.

## گزیدهٔ نقش‌آفرینی‌ها
- آموزگار جایگزین به شهر می‌رود (۱۹۷۹)
- گناه است… اما آن را دوست دارم (۱۹۷۷)
- لِـتومانیا (۱۹۷۶)
- خوش‌زبان را ببین (۱۹۷۶)
- آموزگار جایگزین (۱۹۷۵)
- دوست مادرم (۱۹۷۵)
- مردی برای سوزاندن (۱۹۶۲)